# Arthur Hoyt
Arthur Hoyt, född 19 mars 1873 i Georgetown i Colorado, död 4 januari 1953 i Woodland Hills i Kalifornien, var en amerikansk skådespelare. 
Hoyt filmdebuterade under stumfilmseran på 1910-talet och medverkade i över 280 filmer fram till 1947. Hoyt hade större roller under stumfilmstiden, medan rollerna blev mindre efter talfilmens genombrott. Under sina sista verksamma år var han ofta anlitad av filmregissören Preston Sturges.

## Filmografi i urval
- 1921 – De fyra ryttarna
- 1925 – En försvunnen värld
- 1926 – Mannekänger på äventyr
- 1930 – Flickan sa nej (ej krediterad)
- 1931 – Inspiration
- 1931 – De dömdas lag
- 1932 – Panik
- 1932 – 20.000 år i Sing Sing (ej krediterad)
- 1933 – På kryss med kärleken
- 1933 – Själar till salu (ej krediterad)
- 1934 – Det hände en natt
- 1935 – En läkares samvete
- 1935 – Fröken Provryttare (ej krediterad)
- 1936 – Lilla miljonärskan
- 1936 – En gentleman kommer till stan (ej krediterad)
- 1937 – Pappa har en väninna (ej krediterad)
- 1937 – Skandal i Hollywood (ej krediterad)
- 1938 – Mellan två valser
- 1938 – New Yorks undre värld
- 1938 – Kjol- och rackartyg (ej krediterad)
- 1938 – Vad ska en fattig flicka göra? (ej krediterad)
- 1939 – Som skapta för varandra (ej krediterad)
- 1940 – Jag älskar dig åter (ej krediterad)
- 1940 – Skojare gör karriär
- 1940 – Jul i juli (ej krediterad)
- 1941 – Med tio cents på fickan (ej krediterad)
- 1941 – Kvinnan Eva (ej krediterad)
- 1942 – Dårarnas paradis
- 1944 – Ja, må han leva! (ej krediterad)
- 1944 – Miraklet (ej krediterad)
- 1947 – Åh, en sån onsdag